# Intrepid (Schiff, 1967)
Die Intrepid, auch HMS Intrepid (Kennung: L11), war ein Amphibious Transport Dock der Fearless-Klasse der britischen Marine, das zwischen 1967 und 1999 in Dienst stand. Gemeinsam mit ihrem Schwesterschiff Fearless war sie das Herzstück der amphibischen Streitkräfte des Vereinigten Königreichs.

## Geschichte
Die Intrepid lief 1964 auf der Werft John Brown & Company in Clydebank vom Stapel. Ein halbes Jahr nach ihrer Indienststellung unterstützte sie im November 1967 den Abzug britischer Truppen aus Aden. In den folgenden Jahren war sie von Hongkong aus hauptsächlich im Pazifischen und im Indischen Ozean im Einsatz.
1982 wurden die Intrepid zusammen mit ihrem Schwesterschiff Fearless als Bestandteil der Royal Navy Task Group im Rahmen des Falklandkrieges zu den Falklandinseln entsandt. Sie unterstützte dort die Landung britischer Truppen auf den von Argentinien besetzten Inseln. Nach ihrer Rückkehr nach England wurde sie in Devonport einer umfangreichen Modernisierung unterzogen. Von 1985 bis 1991 diente sie hauptsächlich als Trainingsschiff des Britannia Royal Naval College in Dartmouth.
1991 wurde die Intrepid in Portsmouth vertäut und in den Reservezustand versetzt, mit einer Reaktivierungszeit von einem Monat. 1996 entschied das Verteidigungsministerium, die Intrepid und ihr Schwesterschiff durch zwei Neubauten zu ersetzen. Am 31. August 1999 wurde sie offiziell außer Dienst gestellt, nachdem sie acht Jahre lang ihren Heimathafen nicht mehr verlassen hatte. Eigentlich sollte die Intrepid bereits 2003 verschrottet werden, was sich jedoch aufgrund des hohen Asbestgehaltes verzögerte. Im Februar 2007 teilte das Verteidigungsministerium mit, dass das Schiff von „Leavesley International“ in Liverpool abgewrackt werden soll. Die Intrepid verließ am 10. September 2008 zum letzten Mal ihren Heimathafen Portsmouth und traf zwei Tage später in Liverpool ein, wo umgehend mit der Verschrottung begonnen wurde.
Nachfolger der Fearless-Klasse sind die Landungsdockschiffe Albion und Bulwark.

## Konstruktion
Die Intrepid war für den Transport und Einsatz von 488 Marineinfanteristen oder Soldaten konzipiert, im Ernstfall konnten bis zu 670 an Bord genommen werden. Das Schiff verfügte über drei Fahrzeugdecks, auf denen bis zu 20 schwere Kampfpanzer und 40 schwere LKW untergebracht werden konnten. Für die Anlandung von Truppen und Material standen vier LCM9-Landungsboote bereit, die jeweils 100 Tonnen Fracht, zwei Panzer oder 100 Soldaten transportieren konnten. Sie wurden im 60 m langen Welldeck transportiert und beladen. Dieses war über Rampen mit den Fahrzeugdecks verbunden, um ein einfaches Verladen zu ermöglichen. Zusätzlich konnten vier kleinere LCVP an Davits mitgeführt werden, die jeweils 30 Soldaten oder zwei Land Rover transportieren konnten. Für den Lufttransport verfügte die Intrepid über ein Hubschrauberdeck für bis zu sieben Hubschrauber. In der Regel führte das Schiff einen Mix aus Sea King, Lynx und Gazelle Hubschraubern mit.
Das Schiff verfügte zudem über die notwendigen Kommando- und Kommunikationseinrichtungen zur Kontrolle von See-, Land- und Luftstreitkräften bei Landeoperationen in Brigadengröße.

## Bewaffnung
Die Standardbewaffnung der Intrepid bestand aus zwei 4,0-cm-Flugabwehrkanonen, 1984 gegen zwei 2,0-cm-Geschütze ausgetauscht, und zwei „Seacat“-Raketenwerfern, 1984 gegen zwei 2,0-mm-Phalanx CIWS ausgetauscht. Diese leichte Bewaffnung des Schiffes ist darauf zurückzuführen, dass es stets im Verband mit Fregatten und Zerstörern operierte, welche die Sicherheit des Schiffes gewährleisten sollten.